# جمهورية بابين (لوحة)
جمهورية بابين (بالبولندية: Rzeczpospolita Babińska) هي لوحة زيتية رسمها يان ماتيكو في عام 1881. تصور اللوحة تجمع جمهورية بابين، وهو مجتمع أدبي تأسس في الكومنولث البولندي الليتواني في القرن السادس عشر والذي أثر لفترة طويلة على الثقافة البولندية. اللوحة موجودة حاليًا ضمن مجموعة متحف وارسو الوطني.

## جمعية جمهورية البابين
جمهورية بابين هي مجتمع أدبي تأسس في النصف الثاني من القرن السادس عشر في عهد زغمونت الثاني أوغست. أسسها ستانيسواف بزونكا وبيوتر كاسزوفسكي. كان الأعضاء الأساسيون في جمهورية بابين من النبلاء المتمركزين في محافظة لوبلين، لكن المجتمع اجتذب العديد من الضيوف الفخريين من أجزاء أخرى من الكومنولث، مثل يان كوخانوفسكي، وميكوواج ريج، ويان أندريه مورشتين. وكان هؤلاء بعضًا من الشعراء البولنديين الأكثر احترامًا في ذلك الوقت والذين قاموا بتحسين اللغة البولندية الحديثة. كان هيكل المجتمع يسخر من هيكل الكومنولث البولندي الليتواني، حيث قام المؤسسون بتعيين الألقاب للأعضاء بناءً على قصصهم المرحة والفكاهية بدلاً من جدراتهم أو إنجازاتهم الفعلية. وهكذا أصبحت جمهورية بابين تعين قادتهم العسكريين، ورؤساء الأساقفة، والكتبة، والمسؤولين الحكوميين، وأعضاء مجلس الشيوخ وأسياد الصيد. مع مرور الوقت، أصبحت جمهورية بابين مرادفة للفكاهة السخيفة وظلت كذلك حتى القرن التاسع عشر، عندما كان بعض الكتاب البولنديين يشيرون إلى بابين في أعمالهم الأدبية.

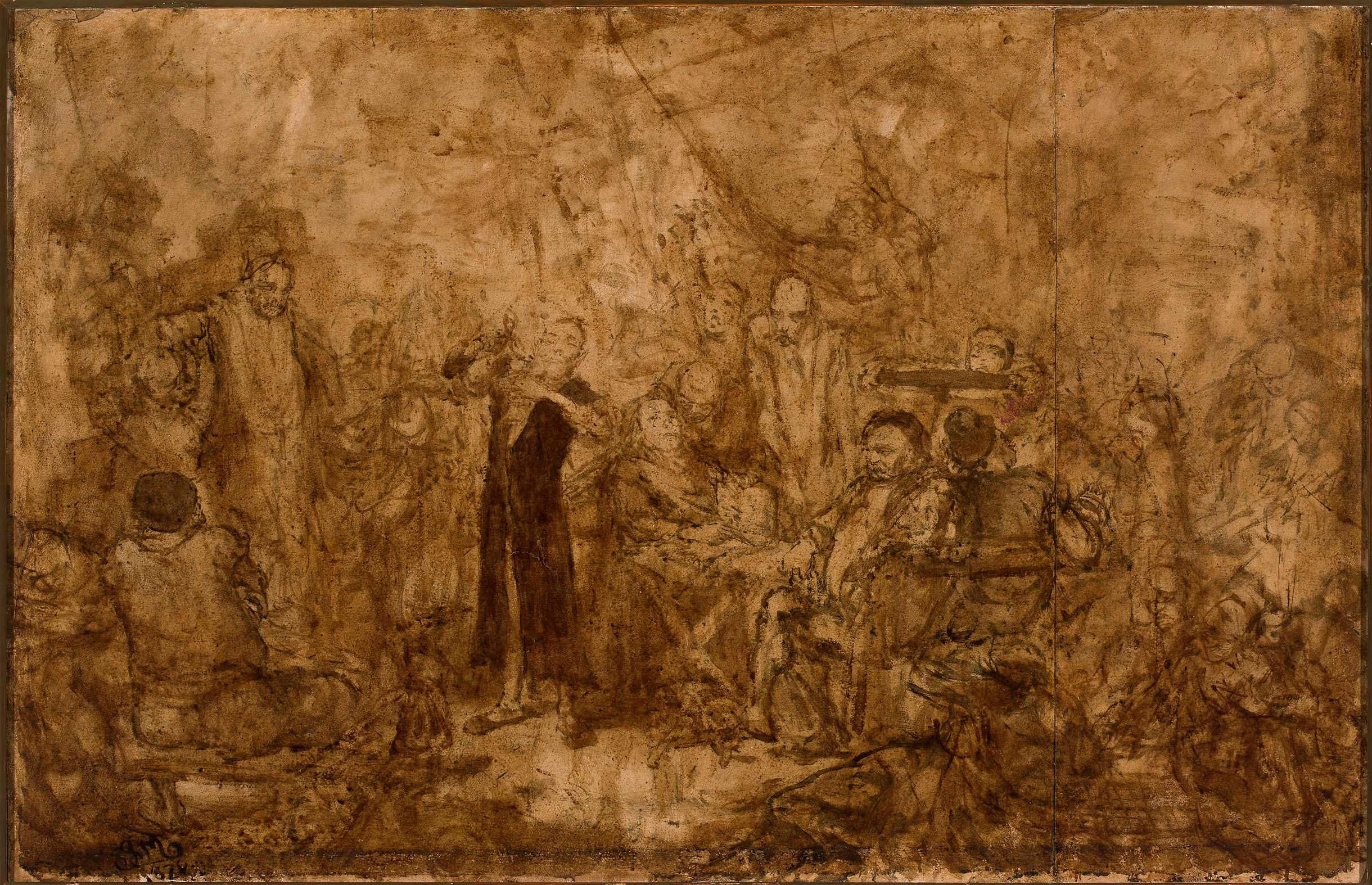
رسم تحضيري لجمهورية بابين، 1870، المتحف الوطني في وارسو

## مصدر اللوحة
وفقًا لكريستينا سروتشينسكا، كانت اللوحة في الأصل مملوكة لماريان جورزكوفسكي، وهو صديق مقرب لجان ماتيكو. في عام 1938، أرسلت أربع لوحات من مجموعة جورزكوفسكي، بما في ذلك جمهورية بابين، على سبيل الإعارة إلى متحف وارسو الوطني لإقامة معرض. بعد ذلك، عهد إلى المتحف بتخزين اللوحات. غادرت جمهورية بابين مجموعات المتحف خلال الحرب العالمية الثانية ولكن أعيدت لاحقًا إلى متحف وارسو الوطني.

## وصف اللوحة
نقل جان ماتيكو بهجة بابين من خلال وضع بستان مليء بالضوء في الخلفية. ينبع الدافع وراء اللعب والولائم في بيئة طبيعية هادئة من النوع الأدبي الرعوي، الذي كان شائعًا على نطاق واسع في أوروبا في عصر النهضة.
اللوحة موجهة أفقيًا، مما يسمح للفنان بإدراج المزيد من الشخصيات في الصورة. مجموعة من الرجال والنساء يرتدون ملابس تاريخية ويحتفلون في بستان. يمكن رؤية القصر في أقصى الجانب الأيسر من الصورة. ويشارك الحاضرون في الاحتفال في متع بسيطة، مثل احتساء الكحول، ولعب الشطرنج أو العود. يقف مؤسس جمهورية بابين، ستانيسواف بسزونكا، في وسط الصورة. وتحيط به بعض الشخصيات مثل ليون بيكار وأندريه بروزينسكي، اللذين أنتجا طباعة حجرية للوحة مع إسناد الأسماء في عام 1881.

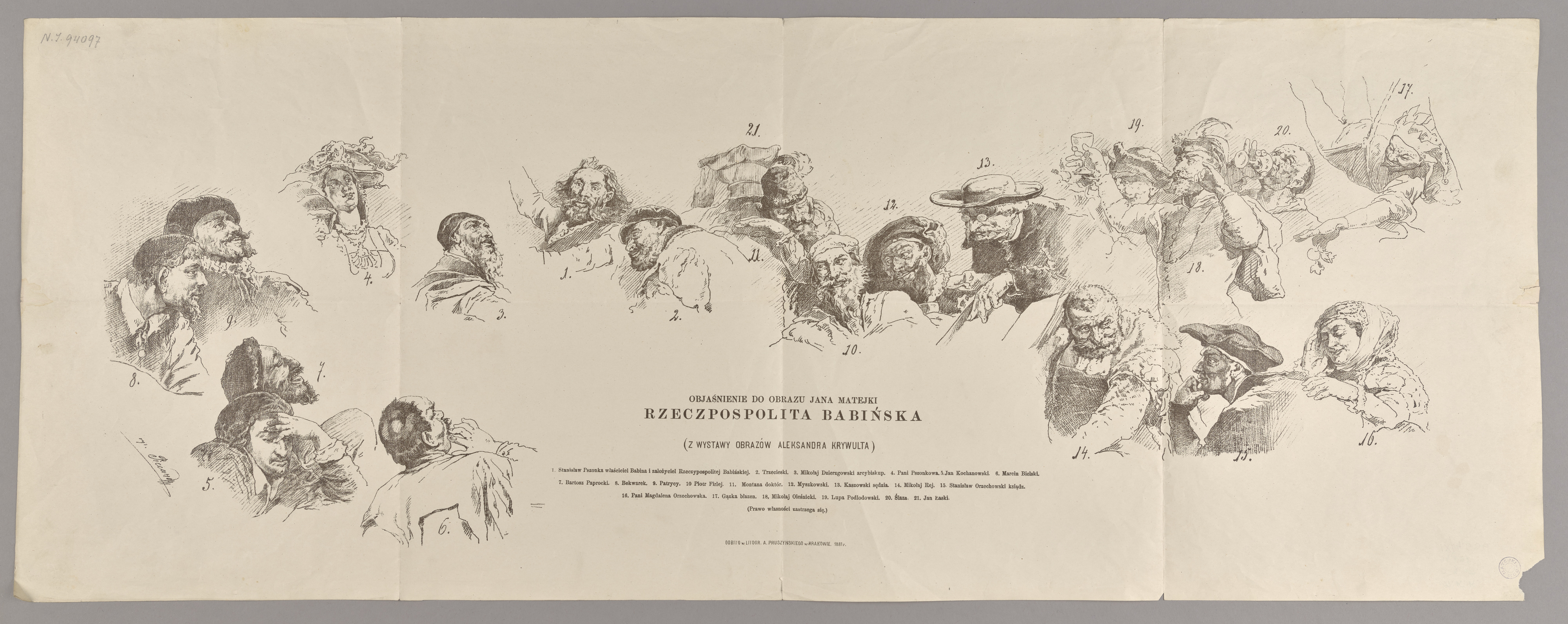
ليون بيكارد، أندريه بروشزينسكي، شرح للوحة "جمهورية بابين" للفنان يان ماتيكو، 1881، متحف كراكوف الوطني.